# Morfie Arménská
Morfie Arménská († 1. října 1126/1127?) byla hraběnkou z Edessy a jeruzalémskou královnou.

## Život
Narodila se jako dcera Gabriela, vládce arménského města Meliteny, který byl ortodoxního vyznání. Roku 1100 se křižák Balduin Le Bourg stal hrabětem z Edessy a zřejmě o rok později se oženil s Morfií, dcerou svého prvního vazala. Důvodem sňatku křižáka s Arménkou byla snaha se z nedostatku franckých bojovníků smísit s místními obyvateli a také značně vysoké věno 50 tisíc byzantiů. Manželství bylo údajně vzorné, velmi zbožný a pohledný Balduin byl své ženě hluboce oddán. Arménští kronikáři Balduina poctili vcelku kladným hodnocením, však vyčítali mu touhu po penězích, která plynula z neutěšené finanční situace na počátku jeho vlády.
Balduin byl po smrti Balduina I., svého bratrance, nejvážnějším kandidátem na jeruzalémský trůn a rozhodnutí královské rady urychlil svým dle kronikářů náhlým a nečekaným příjezdem krátce po bratrancově skonu. Korunovace proběhla po vítězství nad Aleppem na Vánoce roku 1119. Když byl roku 1123 Balduin zajat a uvězněn Turky v pevnosti Kharpur, dostalo se mu pokusu pomoci právě od Arménů, kteří v převlečení za kočovné obchodníky vnikli do hradu a dočasně se zmocnili pevnosti. Tato statečnost jim nakonec vynesla smrt a Balduin putoval do vězení na hradě Harran a poté na Šajzar. Morfie svého muže posléze ze zajetí vykoupila a nejmladší čtyřletá dcera Judita se stala jednou z rukojmích. Pro údajné poškození pověsti životem mezi nevěřícím byla nucena pro nedostatek nápadníků strávit svůj život v klášteře.
Morfie zemřela dle žaltáře své dcery Melisendy 1. října, ale rok je zastřen tajemstvím. Balduin svou ženu přežil a zemřel roku 1131. Královnou Jeruzaléma se stala nejstarší dcera Melisenda.